# Mary Ellis
Mary Ellis (New York, 15 juni 1897 – Londen, 30 januari 2003) was een Amerikaanse actrice en zangeres.

## Levensloop en carrière
Ellis, geboren als May Belle Elsas, maakte haar debuut in 1918 in de Metropolitan Opera in Il trittico van Giacomo Puccini. Tussen 1921 en 1930 speelde ze ook op Broadway. In 1930 verhuisde ze met haar echtgenoot, acteur Basil Sydney, naar Londen. Ze bleef wel acteerrollen aannemen in de Verenigde Staten. Zo had ze in 1935 de hoofdrol in de film Paris in Spring. Na de Tweede Wereldoorlog speelde ze hoofdzakelijk opnieuw in het theater, onder meer in Coriolanus naast Anthony Quayle. Haar laatste rol was een gastrol in de televisieserie The Adventures of Sherlock Holmes in 1994.